# Leonz Landis
Leonz Landis (* 5. Oktober 1813 in Zug; † 19. November 1878 ebenda) war ein Schweizer Baumeister und Unternehmer im Kanton Zug. Mit seinem Baugeschäft wirkte er im Übergang vom traditionellen Handwerk zur entstehenden Bauwirtschaft des Industriezeitalters. Zu den von ihm realisierten Projekten gehörten unter anderem der erste Bahnhof von Zug, das Regierungsgebäude des Kantons und mehrere Verwaltungs- und Bildungsbauten.

## Herkunft und Ausbildung
Leonz Landis war Mitglied der Baumeisterfamilie Landis, deren erster bekannter Vertreter der Maurer Mathias Landis (1726–1784) war. Dieser war Leibeigener des Klosters St. Blasien und wurde 1758 aus der Leibeigenschaft entlassen. Die Familie siedelte über Kirchdorf im Aargau in die Herrschaft Buonas bei Risch und war im Baugewerbe tätig. Dessen Sohn, Josef Landis (1760–1834), war ebenfalls Maurer und Steinmetz und erwarb das Bürgerrecht von Buonas.
Sein Enkel Leonz wurde als Sohn von Moritz Landis (1787–1862) geboren, der 1814 ein Haus in der Zuger Vorstadt erwarb. In den 1830er Jahren besuchte Leonz die Sonntagsschule in Zug, wo er unter Stadtbaumeister Wilhelm Moos (1807–1847) technisches Zeichnen erlernte.

## Wanderjahre
1833 begann Leonz Landis seine Gesellenwanderschaft. Sie führte ihn über Süddeutschland, Böhmen und Österreich bis nach Ungarn. In Wien arbeitete er vier Jahre bei der Meisterwitwe Theresia Schwarz (1763–1845). Die Rückreise 1839 erfolgte über Salzburg, Innsbruck und den Arlberg. Insgesamt legte er etwa 3000 Kilometer zu Fuss zurück.

## Zäher Start in Zug
Nach seiner Rückkehr gründete er 1839 ein eigenes Baugeschäft. Die ersten Jahre waren von politischer Instabilität geprägt: Zug war 1847 als Teil des Sonderbunds militärisch besetzt worden und musste eine neue Verfassung annehmen. Wirtschaftlich blieb der Kanton bis in die 1850er Jahre landwirtschaftlich geprägt; erste industrielle Impulse kamen u. a. durch die Baumwollspinnerei Henggeler in Unterägeri (1834). Mit dem Bau des Bahnhofs 1864 begann der Anschluss an die moderne Infrastruktur.

## Erfolge und Anerkennung
Die Entwicklung des Baugewerbes in Zug war von beruflichen Spannungen geprägt. Traditionelle Strukturen wie Bruderschaften und Zünfte standen im Wettbewerb mit neuen, überregional tätigen Bauunternehmen. Mehrere Zuger Baumeister waren zugewandert, was auf Ablehnung bei Teilen der Bevölkerung stiess. Auch Moritz und Leonz Landis wurden anfangs kritisch wahrgenommen, bevor sie sich etablieren konnten. Dies gelang durch solide Arbeiten wie die Villa «Unterer Frauenstein» (1850), nach Plänen von Leonhard Zeugherr (1812–1866).
Es folgten vermehrt auch umfangreiche Aufträge, wobei Landis einer der ersten Zuger Unternehmer war, der grössere Bauprojekte auch organisatorisch und wirtschaftlich leitete. Zu den Projekten von Landis gehörten:
- Bahnhof Zug (1864)[2], nach Entwurf von Jakob Friedrich Wanner (1830–1903)
- Umbau der Stadtkanzlei (1868)[1], mit Architekt Dagobert Keiser (1847–1906)
- Regierungsgebäude des Kantons Zug (1869–1873)[2] mit Natursteinfassade
- Burgbachschulhaus (1874–1876)[1], Umbau eines Spitals zum Schulhaus

In 1865 verlegte Landis seinen Betrieb an die Baarerstrasse. Dort befand sich der Betrieb in der Nähe des Bahnhofs. Landis beschäftigte bis zu zwölf Mitarbeiter und arbeitete mit Architekten aus Zürich und der Region zusammen.
Leonz Landis beschäftigte nachweislich auch Jugendliche aus schwierigen sozialen Verhältnissen. In einem Nachruf heisst es, er habe «Jugend der Gasse entnommen». Er bot regelmässige Anstellungen mit Wohn- und Verpflegungsmöglichkeit.

## Familie und Nachfolge
1860 heiratete Landis Anna Elisabetha Annen (1831–1918). Das Paar hatte drei Söhne: Johann (1860–1936), Karl (1863–1891) und Kaspar (1864–1935). Leonz Landis starb 1878. Sein Einkommen wurde 1876 mit 1800 Franken beziffert, das Vermögen auf 10'000 Franken geschätzt.
Nach seinem Tod führte seine Witwe den Betrieb mit Unterstützung weiter; später übernahm der Sohn Johann die Leitung. Noch heute besteht das von ihm gegründete Unternehmen als Landis Bau AG weiter.